# Festuca polita var. cretica
Festuca polita var. cretica ist eine Varietät der Pflanzenart Festuca polita aus der Familie der Süßgräser (Poaceae).

## Beschreibung
Festuca polita var. cretica ist ein ausdauernder Horst-Hemikryptophyt, der Wuchshöhen von 15 bis 50 Zentimeter erreicht. Die Blätter haben einen Durchmesser von 0,35 bis 0,8 Millimeter. Sie weisen 7 Nerven auf. Der Sklerenchymring ist im Blattquerschnitt mehr oder weniger durchgängig und am Grund deutlich verdickt. Die Deckspelze ist doppelt so lang wie die Granne. Die Rispe ist 45 bis 60 (selten 25 bis 75) Millimeter lang.
Die Blütezeit reicht von Juni bis August.

## Vorkommen
Festuca polita var. cretica ist auf Kreta in der Präfektur Chania endemisch. Die Art wächst hier in Igelpolsterheiden in den Lefka Ori in Höhenlagen von 1750 bis 1800 Meter.

## Belege
- Ralf Jahn, Peter Schönfelder: Exkursionsflora für Kreta. Mit Beiträgen von Alfred Mayer und Martin Scheuerer. Eugen Ulmer, Stuttgart (Hohenheim) 1995, ISBN 3-8001-3478-0, S. 377–378.